# مارکو خان
مارکو خانلیان (ارمنی: Մարկո Խանլյան; انگلیسی: Marco Khanlian) با نام هنری (ارمنی: Մարկո Խան; انگلیسی: Marco Khan؛ زادهٔ ۲۷ مارس؟ ?۱۹) یک بازیگر و بدل‌کار ارمنی-آمریکایی زاده ایران است.

## بخشی از فیلمشناسی

### سینما
- ۱۵ دقیقه (۲۰۰۱)
- دزدان دریایی کارائیب: نفرین مروارید سیاه (۲۰۰۳)
- دزدان دریایی کارائیب: صندوقچه مرد مرده (۲۰۰۶)
- کلیک (فیلم ۲۰۰۶) (۲۰۰۶)
- مرد آهنی (فیلم ۲۰۰۸) (۲۰۰۸)
- ۱۰۰۰۰ سال پیش از میلاد (۲۰۰۸)
- ۲۰۱۲ (فیلم) (۲۰۰۹)
- کتاب استر (فیلم) (۲۰۱۳)
- کمپ ایکس ری (۲۰۱۴)

### تلویزیون
- افسون‌شده (۲۰۰۴)